# Live from SoHo (album de Maroon 5)
Pour les articles homonymes, voir Live from SoHo.
Albums de Maroon 5
The B-Side Collection
(2007) Live from Le Cabaret
(2008)
Live from SoHo est le deuxième album en concert du groupe américain Maroon 5. Sorti le 25 mars 2008 et commercialisé exclusivement en tant que maxi sur l’iTunes Store, il a été enregistré le 24 février 2008 au Soho Apple Store de New York.

## Liste des titres
| 1.    | If I Never See Your Face Again | Adam Levine, James Valentine            | 4:53 |
| 2.    | Makes Me Wonder                | Levine, Jesse Carmichael, Mickey Madden | 4:17 |
| 3.    | Little of Your Time            | Levine                                  | 2:34 |
| 4.    | Wake Up Call                   | Levine, Valentine                       | 4:10 |
| 5.    | Won't Go Home Without You      | Levine                                  | 3:59 |
| 6.    | Nothing Lasts Forever          | Levine                                  | 4:00 |
| 23:08 |                                |                                         |      |

## Anecdotes
- Lors de l’introduction de Nothing Lasts Forever, le meneur du groupe, Adam Levine, a raconté aux personnes présentes l’histoire du processus de création de ce morceau et comment s’est passé sa rencontre avec Kanye West pour enregistrer la chanson Heard 'Em Say, issue de l’album de West, Late Registration.

- Ce disque est la première partie de la version en direct de l’album It Won't Be Soon Before Long.